# Fyresdal
lat_seclon_seclon_minlat_deglon_deglat_min
Fyresdal je občina v administrativni regiji Telemark na Norveškem.

## Ljudje povezani s krajem
- Vidkun Quisling (1887-1945), politik
- Jon Lauritz Qvisling (1844-1930), zgodovinar
- Ivar Petterson Tveiten (1850-1934), politik

1. ↑  »Forskrift om målvedtak i kommunar og fylkeskommunar« (v norveščini). Lovdata.no.